# فريدريك دوغلاس
فريدريك دوغلاس (بالإنجليزية: Frederick Douglass) (14 فبراير 1818 في ماريلاند - 20 فبراير 1895 في واشنطن) كان عبدا سابقا، ثم أصبح فيما بعد كاتبا وأحد دعاة التحرير من العبودية والدفاع عن حقوق السود.
عند بلوغه سن الثامنة من عمره، أُرسل دوغلاس إلى بالتيمور، للعمل عند أحد أقارب سيده. اشتغل فيما بعد في حوض لبناء السفن. هرب عام 1838 إلى مدينة نيوبدفورد بولاية ماساتشوستس. عاد بعدها للعمل في مهنته القديمة في بناء السفن، لكن زملاءه لم يقبلوا العمل معه لأنه من السود.
في عام 1845 نشر دوغلاس كتابا عن قصة حياته بعنوان قصة حياة فريدريك دوغلاس. وفي نفس العام سافر دوجلاس إلى إنجلترا، لكنه عاد مرة أخرى إلى الولايات المتحدة الأمريكية عام 1847 وأسس صحيفة أسبوعية سماها نجمة الشمال والتي تم تغيير اسمها فيما بعد إلى ورقة فريدريك دوغلاس.
في عام 1881 عينه الرئيس الأمريكي جيمس جارفيلد ماريشالا ومسجلا عقاريا لمقاطعة كولومبيا، أصبح بعدها وزيرا مفوضا في هايتي.

## حياته كعبد
ولد فريدريك أغسطس واشنطن كعبد في مزرعة في مقاطعة تالبوت في ولاية ماريلاند، اختار أن يحتفل بعيد ميلاده في 14/2 من كل عام نظراً لأنّه لا أحد كان يعلم متى ولد بما فيهم هو نفسه. في أوّل سيرة ذاتيّة كتبها قال: «ليس لديّ معرفة دقيقة بعمري، ولم أر أي تسجيل أصلي يحتوي علي ذلك».

كتب دوغلاس عن حياته المبكرة: 
بعد فصل فريدريك عن أمّه، عاش مع جدّته أم أمّه بيتي بيلي. في سن السّادسة فُصل فريدريك عن جدّته وانتقل إلى مزرعة واي هاوس تحت إشراف أرون أنتوني؛ توفّي والد دوغلاس عندما كان في العاشرة من عمره. بعد وفاة أنتوني، تم إعطاء دوغلاس إلى لوكريتيا أولد زوجة توماس أولد، والتي أرسلته بدورها لخدمة هيو أولد شقيق زوجها في بالتيمور.
عندما كان في الثانية عشر من عمره، قامت صوفيا زوجة هيو بتعليم دوغلاس الأبجدية، وقد أحبّ دوغلاس صوفيا. لم يوافق هيو على دروس دوغلاس الخصوصية لأنه خاف أن يتشجع العبيد على الثورة للحصول على الحريّة.
واصل دوغلاس تعليم نفسه القراءة والكتابة بالسرّ، ويقول عن هذا:«المعرفة هي الطريق الذي يقودنا من العبوديّة إلى الحريّة»
عندما تم نقل دوغلاس إلى ويليام فريلاند، قام دوغلاس بتعليم كل العبيد الآخرين في المزرعة القراءة، من أجل قراءة إنجيل العهد الجديد كل أحد، عندما انتشر الخبر بين العبيد حضر أكثر من 40 عبداً الجلسة الأسبوعيّة لمدة 6 أشهر؛ على الرّغم من سماح ويليام فريلاند للعبيد بالقراءة إلا أن أصحاب المزارع الأخرى حاربوا التجمّع العلمي. أنا موراي دوغلاس، زوجة فريدريك دوغلاس لمدة 44 عام.
تم إرسال دوغلاس إلى إدوارد كوفي الذي كان يجلده باستمرار، إلا أن دوغلاس لم يستطع الاحتمال أكثر فتمرّد وقاتل بوحشيّة وانتصر على كوفي الذي لم يجرؤ بعدها على ضرب دوغلاس.

## من العبودية إلى الحرية

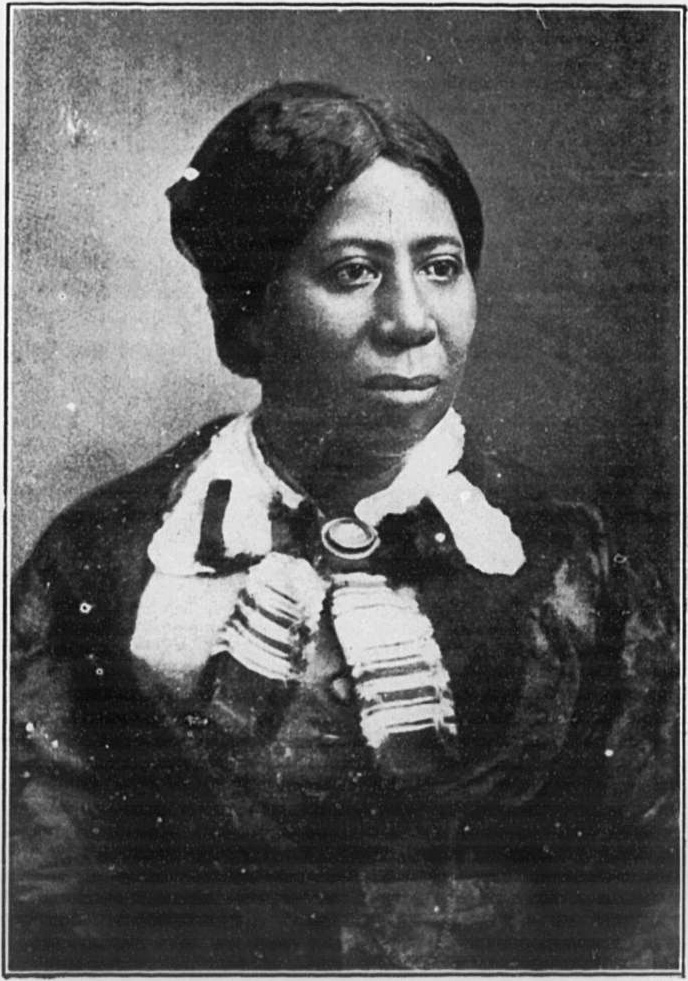
آنا موراي زوجة دوغلاس.

حاول في البداية دوغلاس الهرب من فريلاند لكنّه لم ينجح، في عام 1836م، حاول الهرب من سيّده الجديد كوفي، لكنّه فشل مجدداً. في عام 1837م وقع في حبّ آنا موراي وهي امرأة سوداء حرّة في بالتيمور وزادت ثقته بإمكانيّة تحرّره بعد أن رأى امرأة سوداء حرّة.
في 3 أيلول من عام 1838م، نجح دوغلاس بالهروب عبر ركوب قطار متجّه إلى المدن الشماليّة الكبرى. وأصبح المكان الذي هرب منه دوغلاس موقعاً مشهوراً لهروب العبيد.
وصل دوغلاس إلى هافري دي غريس، في ماريلاند، في الرّكن الشّماليّ الشرقيّ من الولاية، قامت موراي بتزويد دوغلاس بقسم من مدّخراتها وبلباس رسمي جديد من أجل سفره، كما حصل على أوراق هويّة وأوراق حماية خاصة كان قد حصل عليها من بحّار أسود حرّ.
استغرقت رحلة دوغلاس إلى الحريّة أقل من 24 ساعة، إلا أنّه استعمل كل طرق النّقل الممكنة من قطارات وسفن بخاريّة وغيرها، حتى وصل إلى مدينة كويكرز في فيلادالفيا، بنسلفانيا، المعقل الرئيسي ضد العبوديّة في ذلك الوقت ومن ثم إلى نيويورك.
بمجرّد وصول دوغلاس إلى نيويورك، أرسل إلى موراي لتلحق به شمالاً، وبالفعل لحقت به موراي وأخذت بعض الأساسيات الضروريّة وتزوّجا بعد 11 يوم من وصوله إلى نيويورك، استعملا اسم جونسون ككنية للزواج من أجل عدم لفت الأنظار.

## حديثه مع العالم

### السفر إلى أيرلندا وبريطانيا العظمى
قام دوغلاس بجولة في أيرلندا وبريطانيا العظمى لكي لا يحاول مالكه السابق أن يستعيد ملكيته، وتفاجئ دوغلاس للغاية بجمال الحرية من التمييز العنصري الأمريكي، كما التقى بالقوميّ الأيرلندي دانيال أوكونويل الذي كان مصدر إلهام عظيم لدوغلاس.
قضى دوغلاس عامين في أيرلندا وبريطانيا العظمى، ألقى العديد من المحاضرات في الكنائس والمصليات، من أشهر خطاباته في تلك الفترة هو «خطاب استقبال لندن» الذي ألقاه دوغلاس في عام 1846م، وقال دوغلاس أنّه في إنجلترا «لم يعامَل على أنّه ملوّن بل عُومل كرجل».
في عام 1846م، التقى دوغلاس بتوماس كلاركسون رجلٌ آخرٌ من مؤيديّ إلغاء العبوديّة في بريطانيا، الذي أقنع البرلمان بإلغاء العبوديّة في مستعمرات بريطانيا العظمى.
بهذه الأثناء قام العديد من النّاشطين في بريطانيا بجمع الأموال لشراء حرّية دوغلاس من مالكه الأمريكيّ، وعلى الرغم من إلحاح الكثير من الأشخاص لكي يبقى دوغلاس في بريطانيا إلى أنّه بوجود زوجته في ماساتشوستس ووجود 3 ملايين من إخوته السّود يعانون من العبوديّة، عاد إلى أمريكا في عام 1847م، بعد موت دانيال أوكونويل.

### سنوات الحرب الأهلية
جادل دوغلاس وأتباع سياسة إلغاء العبوديّة بأنه بسبب كون هدف الحرب الأهلية إنهاء العبوديّة، يجب السّماح للأفارقة الأمريكيين بالمشاركة بالكفاح من أجل حريّتهم. نشر دوغلاس هذا الرأي في العديد من الصحف وعن طريق العديد من خطاباته.
جاء إعلان الرئيس لينكولن في 1 كانون الثاني عام 1863م، بتحرير كل العبيد الموجودين في المناطق التي تسيطر عليها الكونفيدرالية.
خلال انتخابات الرّئاسة الأمريكيّة عام 1864م، دعم دوغلاس جون ك. فريمونت، مرشّح الحزب الديمقراطي الرّاديكال المتطرّف. وشعر دوغلاس بخيبة أمل لأن الرئيس لينكولن لم يقر بشكل رسمي حق السود بالتصويت، وكان رأي دوغلاس أنه طالما كان الرجال السود يحاربون من أجل الكونفيدرالية والاتحاد في الحرب الأهليّة فهم يستحقون أن يملكوا حق التصويت.
وضع دوغلاس ولينكولن خططاً معاً من أجل تسيير العبيد المتواجدين في الجنوب خلال الحرب، وساعد دوغلاس الاتحاد من خلال العمل كمجنّد في فوج المشاة 54 ماساتشوستس، كما انضم ابنه الأكبر تشارلز دوغلاس إلى فوج 54 ماساتشوستس إلا أنّه كان مريضاً معظم فترة خدمته [34]، لويس دوغلاس قاتل في معركة فورت واغنر. كما كان فريدريك دوغلاس جونيور يعمل كمجنّد أيضاً.
بعد وفاة لينكولن، تم التّصديق على التعديل الثالث عشر الخاص بالعبودية، والتّعديل الرّابع عشر الذي ينص على حق الجنسية والحماية المتساوية بموجب القانون، والتعديل الخامس عشر الذي ينص على حماية المواطنين من كل أشكال التّمييز العنصري في التّصويت.

### فترة إعادة الإعمار
بعد الحرب الأهليّة، واصل دوغلاس العمل من أجل المساواة للأمريكيين الأفارقة من الرّجال والنّساء، كما شغل العديد من المناصب المهمّة في هذه الفترة، كرئيس لبنك فريمان الادّخاري في فترة إعادة الإعمار، وكقائم بالأعمال في جمهورية الدومينيكان.

## الأعمال

### المطبوعات
- قصة حياة فريدريك دوغلاس، عبد أمريكيّ (1845م).
- العبد البطل (1853م).
- عبوديّتي وحرّيّتي (1855م).
- حياة وأوقات فريدريك دوغلاس (1881م).
- أنشأ وحرّر صحيفة نجم الشمال (1847-1851م).
- بكلمات فريدريك دوغلاس: أسئلة من بطل الحرّيّة (2012).

### الخطابات
- الكنيسة والتّحامل.
- رجال مصنّعون ذاتيّاً.
- نفاق العبوديّة الأمريكيّة.
- الخطبة في الصالة الوطنيّة في فيلادالفيا في عام 1863م.
- ما هو الرابع من تموز عند العبد؟

## وصلات خارجية
- فريدريك دوغلاس على موقع IMDb (الإنجليزية)
- فريدريك دوغلاس على موقع الموسوعة البريطانية (الإنجليزية)
- فريدريك دوغلاس على موقع إن إن دي بي (الإنجليزية)
- فريدريك دوغلاس على موقع ديسكوغز (الإنجليزية)

- حياة فريدريك دوغلاس